# Krištanovec
Krištanovec is een plaats in de gemeente Čakovec in de Kroatische provincie Međimurje. De plaats telt 673 inwoners (2001).